# 埃伊納島的菲利斯庫
菲利斯庫 （希臘語：Φιλίσκος；生存於前四世紀後段），是來自埃伊納島（Aegina）的犬儒學派哲學家，他是歐奈西克瑞塔斯的兒子。
歐奈西克瑞塔斯把菲利斯庫和他弟弟安德羅斯提尼送到雅典，在那裏菲利斯庫兄弟倆受到犬儒學派錫諾普的第歐根尼的哲學吸引而成為追隨者，歐奈西克瑞塔斯也拜入第歐根尼的門下，成為犬儒主義者。根據赫密普斯（Hermippus），菲利斯庫是斯提爾波的弟子，他也被描述與福西昂（Phocion）是夥伴關係 。
《蘇達辭書》更宣稱菲利斯庫是亞歷山大大帝的導師之一，但沒有其他史料有記載此事。而勞狄俄斯·埃利安曾描述菲利斯庫曾寫信勸誡亞歷山大大帝: 
|                           | 要注意自己的聲譽，不要成為瘟疫或災難般，帶走和平和健康。 |
| ——Varia Historia, xiv. 11 |                                                          |